# Ерміт сірогузий
Ермі́т сірогузий (Phaethornis hispidus) — вид серпокрильцеподібних птахів родини колібрієвих (Trochilidae). Мешкає в Амазонії.

## Опис

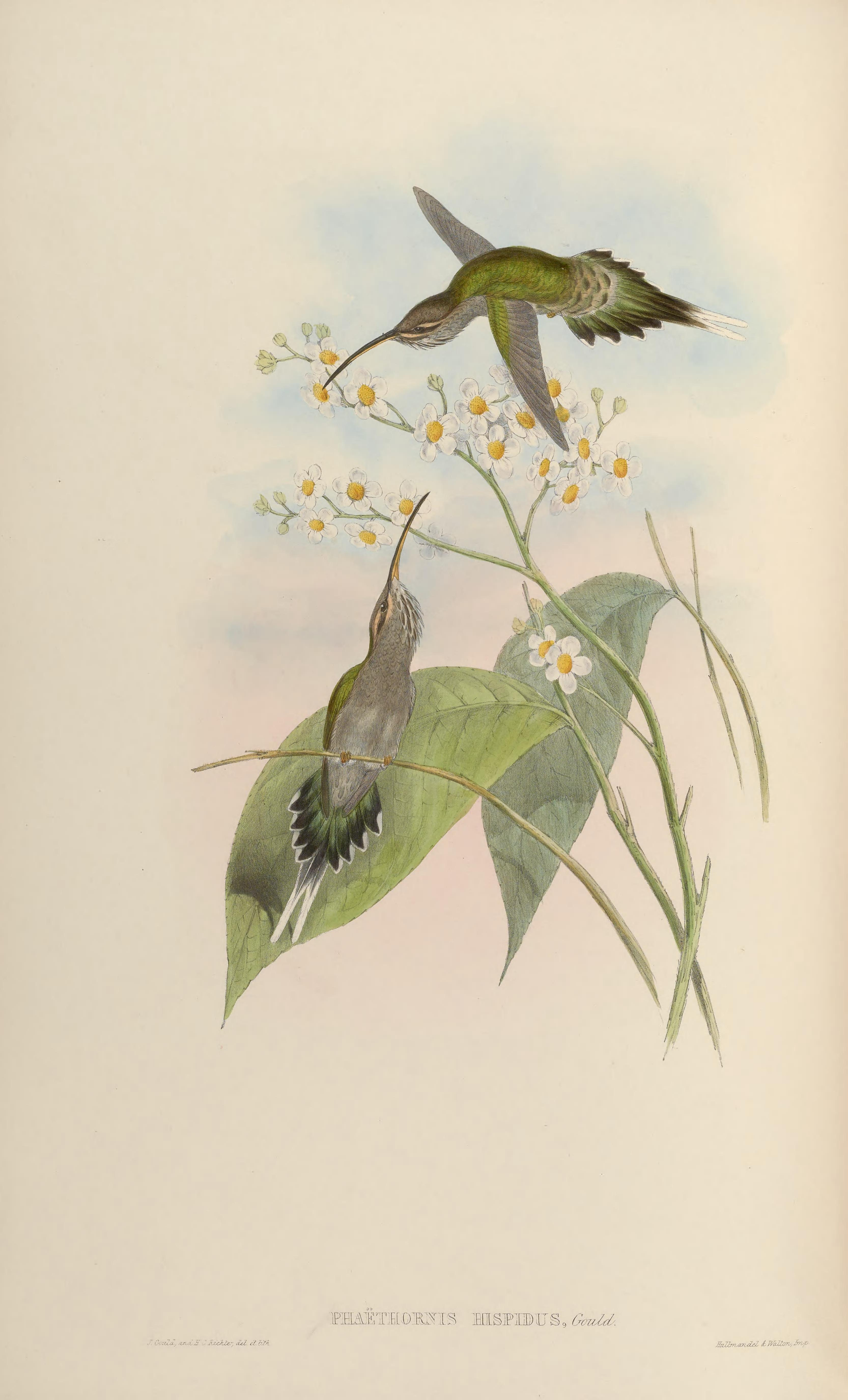
Сірогузі ерміти

Довжина птаха становить 13-14 см, вага 4-6 г. Голова і шия з боків сірувато-коричневі, через очі ідуть широкі чорнуваті смуги, над очима білуваті "брови", під дзьобом білуваті "вуса", підборіддя білувате. Спина і верхні покривні пера крил бронзово-зелені, пера на гузці мають сірі края. Нижня частина тіла сіра, центр живота білуватий або білувато-охристий, на горлі біла смуга. Крила чорно-фіолетові, стернові пера чорнуваті з іблими кінчиками, центральні стернові пера біля основи зеленуваті, з довгими білими кінчиками. Дзьоб зверху чорнуватий, знизу жовтий з чорним кінчиком. Лапи коричневі. У самиць крила дещо коротші, а дзьоб більш вигнутий, ніж у самців.

## Поширення і екологія
Сірогузі ерміти мешкають на крайньому заході Гаяни, на півдні Венесуели, в Колумбії, Еквадорі, Перу і Болівії на схід від Анд та на заході Бразильської Амазонії. Вони живуть в амазонській сельві і варзейських лісах (тропічних лісах у заплавах Амазонки і її притоків), а також в геліконієвих і бамбукових заростях, на плантаціях і в галерейних лісах в саванах. Зустрічаються переважно на висоті до 850 м над рівнем, в Перу на висоті до 1200 м над рівнем моря. Живляться нектаром квітів, пересуваючись за певним маршрутом, а також дрібними комахами і павуками. В Колумбії сезон розмноження триває з грудня по квітень, в Перу з червня по грудень, в Болівії з липня по вересень. Гніздо конусоподібне, робиться з рослинних волокон, моху, лишайників і павутиння, підвішується до нижньої сторони листа. В кладці 2 яйця. Пташенята покидають гніздо через 20-22 дні після вилуплення.